# Ernst Niekisch

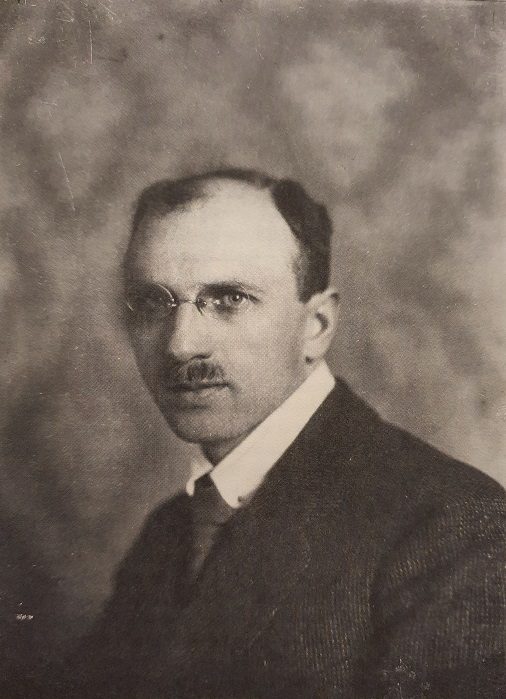
Ernst Niekisch (1922)

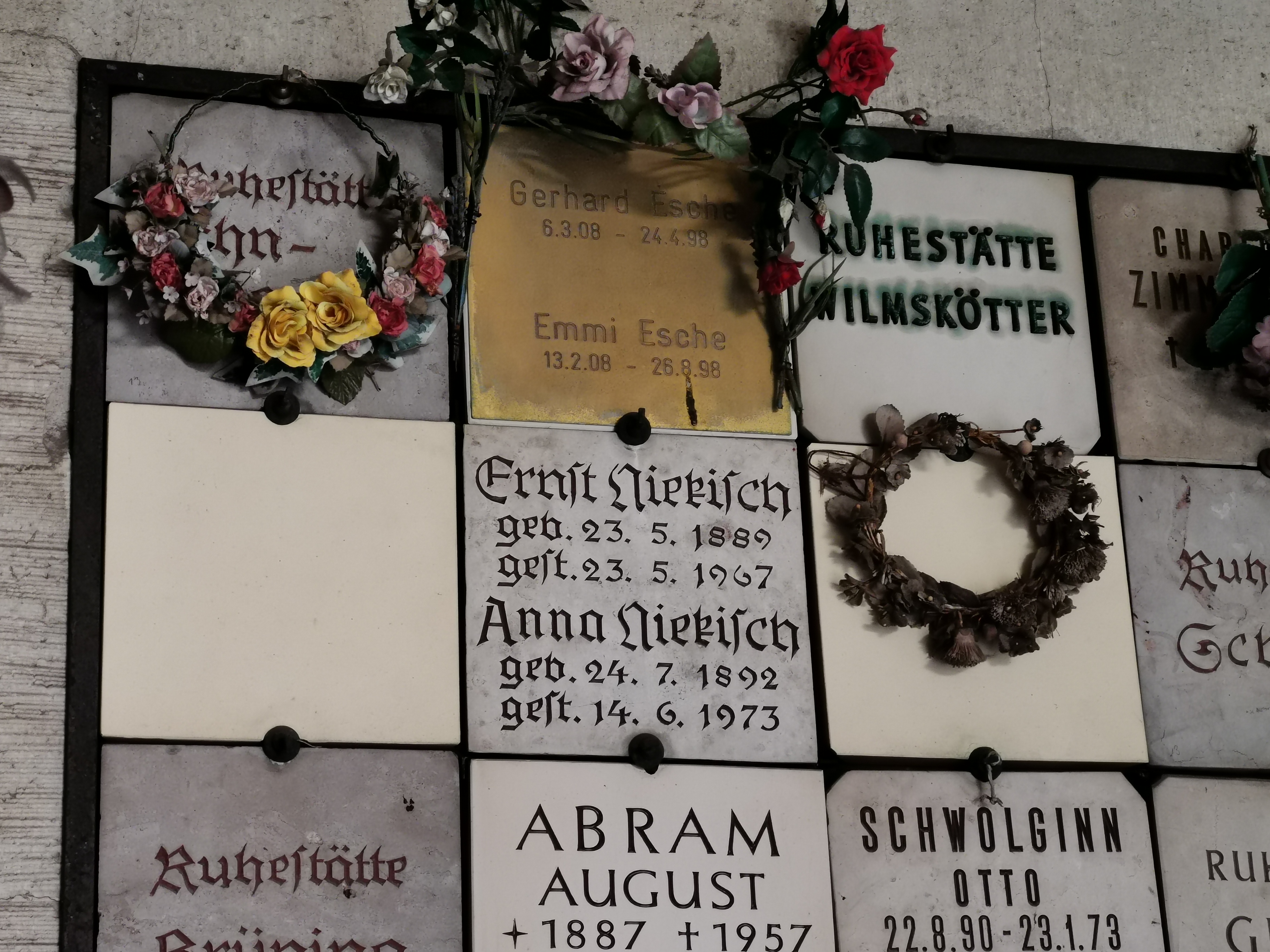
Urnengrab auf dem Friedhof Berlin-Wilmersdorf (Kolumbarium, Raum 13, Wand C, Nr. 2)

Ernst Niekisch (* 23. Mai 1889 in Trebnitz; † 23. Mai 1967 in Berlin (West)) war ein deutscher Politiker (USPD, SPD, ASP, SED, zuletzt parteilos) und politischer Schriftsteller. Er war einer der führenden Köpfe des Nationalbolschewismus, der den Strasser-Flügel der NSDAP beeinflusste. Niekisch wandte sich öffentlich gegen Adolf Hitler und organisierte als „Nationalrevolutionär“ Widerstand gegen den Nationalsozialismus. 1937 wurde er verhaftet und 1939 vom Volksgerichtshof wegen Hochverrats und Tätigkeit für eine verbotene Partei zu lebenslangem Zuchthaus verurteilt. Nach Kriegsende trat er der SED bei, die er allerdings nach dem Aufstand des 17. Juni 1953 in der DDR zunehmend kritisierte, bis er 1955 aus ihr austrat.

## Leben

### Kaiserreich
Ernst Niekisch war das erste von sechs Kindern des Feilenhauermeisters August Niekisch (1858–1934) und dessen Ehefrau Maria, geb. Schnell (1867–1937). Die Familie, zu der im Laufe der nächsten Jahre fünf Töchter kamen, siedelte 1891 von Schlesien ins bayerisch-schwäbische Nördlingen über. Der Vater hatte dort die kleine Werkstatt seines früheren Lehrherren gekauft und machte sich selbstständig. In Nördlingen stieß die Familie auf eine anti-preußische Stimmung, darunter und unter der bürgerlichen Borniertheit der Nachbarskinder und Klassenkameraden litt Niekisch während seiner gesamten Schulzeit.
Nach der Volks- und der Realschule besuchte er die Nördlinger Präparandenanstalt. Anschließend absolvierte er das Lehrerseminar in Altdorf bei Nürnberg und war 1907 als Volksschullehrer in verschiedenen Dörfern der Nördlinger Umgebung tätig. 1908 leistete er Militärdienst als Einjährig-Freiwilliger, danach siedelte er nach Augsburg über, wo er als Lehrer arbeitete. Während des Ersten Weltkrieges versah er seinen Kriegsdienst hinter den Frontlinien bei der Rekrutenausbildung. Noch während des Krieges, 1917, wurde er Mitglied der SPD.

### Weimarer Republik
1918/19 war er Vorsitzender des Zentralen Arbeiter- und Soldatenrates in München. Er war von 1919 bis 1922 Mitglied der USPD und Abgeordneter im Bayerischen Landtag, daneben war er Stadtverordneter von Augsburg. Wegen seiner Beteiligung an der Münchner Räterepublik wurde er wegen Beihilfe zum Hochverrat zu zwei Jahren Festungshaft verurteilt, die er vom 10. Februar 1920 bis 29. August 1921 in der Haftanstalt Niederschönenfeld gemeinsam mit Ernst Toller und Erich Mühsam verbüßte.
Nach der 1922 erfolgten Vereinigung der USPD mit der SPD im Bayerischen Landtag war er stellvertretender Vorsitzender der Landtagsfraktion. 1923 legte Niekisch sein Mandat nieder, ging nach Berlin und wurde zum Sekretär des Deutschen Textilarbeiterverbandes gewählt.
Er kam im Frühjahr 1923 zusammen mit national gesinnten Jungsozialisten im Hofgeismarer Kreis, der sich gegen den Internationalismus nach Marx wandte und einen Sozialismus im nationalen Rahmen auf der Grundlage eines starken Staates anstrebte. Vom Marxismus grenzte er sich folgendermaßen ab:

„Der Marxismus ist die zugespitzte Formulierung der Tatsache des Klassengegensatzes; durch die mit den raffinierten Mitteln eines scharfen Verstandes zuwege gebrachte theoretische Zuspitzung wird der Klassengegensatz förmlich ins Unbedingte hinaufgesteigert, wird er als letzte Gegebenheit alles sozialen und geschichtlichen Geschehens ausgedeutet. Er macht die nebenbuhlerischen, mehr oder weniger unfriedlichen Beziehungen zwischen den Volksklassen, den ‚Klassenkampf‘, zum Inhalt eines geistvollen wissenschaftlichen Systems, innerhalb dessen dem Klassenkampf die Rolle des letzten allein sinngebenden Erklärungsgrundes alles Daseins eingeräumt ist. Unter dem marxistischen Gesichtswinkel gewinnt die Staatentfremdung der Arbeiterschaft tiefe Bedeutsamkeit; sie ist davor gefeit, als eine bloße zufällige, willkürliche oder gar unnatürliche Verhaltungsweise gebrandmarkt zu werden; sie stellt sich vielmehr als das notwendige Ergebnis des Waltens einer unentrinnbaren sachlichen Gesetzlichkeit dar. […] Indem der Marxismus den Staat als lediglich klassenpolitische Tatsache sehen lehrte, wurde er zur Theorie schroffer Staatsverneinung, zur revolutionären Lehre im Sinne eines radikalen, die Traditionen vernichtenden Umsturzes.“

Um einem Parteiausschluss zuvorzukommen, trat Niekisch am 22. Juli 1926 aus der SPD aus und wurde Mitglied der Alten Sozialdemokratischen Partei Deutschlands (ASP). 1926 bis zu ihrem Verbot in der Zeit des Nationalsozialismus (Dezember 1934) gab Niekisch die teilweise von dem Grafiker und Maler A. Paul Weber illustrierte Zeitschrift Widerstand. Zeitschrift für nationalrevolutionäre Politik heraus, in der unter anderem auch Ernst Jünger und dessen Bruder Friedrich Georg Jünger sowie Gustav Sondermann publizierten. Die Zeitschrift erschien im von seiner Frau Anna geleiteten Widerstandsverlag, der auch das pro-sowjetische Periodikum Entscheidung, nicht zu verwechseln mit dem gleichnamigen Buch, herausgab. Außerdem war er zeitweise Redakteur der Tageszeitung Volksstaat der ASPD. 1928 begann seine Zusammenarbeit mit A. Paul Weber.
Mit seiner „Widerstandsideologie“ wollte er einen Brückenschlag zwischen Arbeiterbewegung und dem Denken rechtskonservativer, antidemokratischer und antiliberaler Teile der übrigen Bevölkerung erreichen, ähnlich wie Spengler mit seinem „Preußischen Sozialismus“. Niekisch wurde bei seinen publizistischen Tätigkeiten in dieser Zeit vom Hamburger Kaufmann Alfred Toepfer finanziell unterstützt.
Beeinflusst wurde Niekisch unter anderem von dem Vordenker der Jungkonservativen Arthur Moeller van den Bruck, der in seinem Werk Das Dritte Reich 1923 eine zukünftige Verbindung von Sozialismus und Nationalismus propagierte und ein autoritäres Deutsches Reich ohne Parteien anstrebte, das sich gegen die liberalen westlichen Staaten – insbesondere gegen die Vereinigten Staaten – zur Sowjetunion hinwenden sollte. Auch Niekisch entwickelte das Programm einer „nationalen Wiedergeburt Deutschlands“ und setzte sich für ein Europa unter deutscher Führung mit starker Verbindung nach Osten bis nach China ein. Seine Abgrenzung von der westlichen parlamentarischen Demokratie beschrieb er 1926 mit den Worten:

„Westlerisch sein heißt: mit der Phrase der Freiheit auf Betrug ausgehen, mit dem Bekenntnis zur Menschlichkeit Verbrechen in die Wege leiten, mit dem Aufruf zur Völkerversöhnung Völker zugrunde richten.“

Niekisch wählte für seine Ostoption 1929 die Formulierung:

„Entweder asiatisch oder afrikanisch zu werden, sich an das vernegerte Frankreich oder an das tatarische Rußland zu schmiegen.“

Auch antisemitische Argumentationsmuster sind in seinen Schriften zu finden. So schrieb er:

„Der Jude konnte es sich leisten, das antistaatliche Prinzip in die Welt zu setzen; […] Das Geheimnis seiner Kraft lag gerade darin, daß er auf staatsgestaltenden Ehrgeiz Verzicht leistete und mit seinesgleichen in der Form einer ‚überstaatlichen Freimaurerei‘ zusammenspielte, um jeden Staat, wo immer er als natürliche Schöpfung eines staatsbegabten Volkes entstanden war, sogleich wieder zu unterhöhlen.“

„Der Jude sitzt am Hebel und reguliert Tempo und Tourenzahl in Rücksicht auf die Beschaffenheit des biologischen Materials, dessen Eigenwuchs jüdisch zurechtzubiegen ist.“

„Wo Wirtschaft ist, da ist der Jude obenauf; […] Der Jude liebt es, seine existenzielle Gebundenheit an die ökonomische Ratio zu verschleiern; er möchte das gute Verhältnis, das er zu dieser unterhält, dem Zufall in die Schuhe schieben.“

Noch nach 1945 schrieb er in Das Reich der niederen Dämonen:

„Indem sich das Dritte Reich mit dem Weltjudentum zu messen begann, hob es dieses erst wieder auf die Höhe einer Weltmacht empor […] Es tat dem Juden vielleicht die höchste Ehre an, die ihm je zuteil geworden war, indem es als der staatlich organisierte Widerspruch gegen ihn existierte.“

Mit seiner nationalbolschewistischen, antidemokratischen und antiwestlichen Politik beeinflusste er seinerseits den linken Flügel der Nationalsozialistischen Deutschen Arbeiterpartei (NSDAP) um Gregor Strasser.

### „Drittes Reich“
1932 veröffentlichte er die Schrift Hitler – ein deutsches Verhängnis, worin er vor einer Machtübernahme durch Adolf Hitler, den er für „zu legalistisch“ hielt, warnte. Ab 1933 versuchte er, sozialistische Gruppen und nationalkonservative Widerstandsgruppen zusammenzuführen. Nach der Machtübergabe unterhielt er weiterhin Kontakte u. a. mit Ernst Jünger, was diesem während einer Hausdurchsuchung durch die Geheime Staatspolizei (Gestapo) zum Vorwurf gemacht wurde. Niekisch setzte seine Tätigkeit gegen die Nationalsozialisten fort, 1934 wurde die Zeitschrift Der Widerstand verboten. Anfang 1937 traf er sich in Paris konspirativ mit dem aus Deutschland emigrierten Nationalbolschewisten Karl Otto Paetel und mit dem damaligen Angestellten in der Nachrichtenabteilung des Reichsluftfahrtministeriums Harro Schulze-Boysen, der sich nach einer nationalrevolutionären Phase vor 1933 für prosowjetische Organisationen engagiert hatte.
Am 22. März 1937 wurde Ernst Niekisch wegen konspirativer Tätigkeit von der Gestapo verhaftet und am 10. Januar 1939 vom Volksgerichtshof wegen Hochverrats und Fortführung einer politischen Partei zu lebenslangem Zuchthaus verurteilt. Er wurde im Zuchthaus Brandenburg inhaftiert, wo er schwere körperliche Schäden erlitt. Er erblindete nahezu.

### Nach 1945
Nach seiner Befreiung durch die Rote Armee ging Niekisch zurück nach Berlin. Er wohnte von 1945 bis zu seinem Tod im Bezirk Wilmersdorf (britischer Sektor, später West-Berlin). Er trat in die Kommunistische Partei Deutschlands (KPD) ein und wurde 1946 Mitglied der SED und der VVN. Er war Mitglied des Kulturbundes zur demokratischen Erneuerung Deutschlands und war aktiv in dessen Gründungsphase beteiligt. Auf dem  Ersten Deutschen Schriftstellerkongress in Berlin im Oktober 1947 sprach Niekisch vor einem kritischen Publikum. Seine Einschätzungen zu „Eliten“, zur Freiheits- und Planidee jedoch brachten seiner Rede großen Beifall: „Freiheit hat jeder zu dem, was die Menschheit erhöht.“ 1947/48 beteiligte er sich an interzonalen Debatten der Gesellschaft Imshausen über die Neuordnung Deutschlands. 1948 wurde er Professor der Soziologie an der Humboldt-Universität in Ost-Berlin, wo unter anderem Heinz Maus und Werner Maser seine Assistenten waren. Ein Verehrer Niekischs war der rechts-intellektuelle Publizist Wolfgang Venohr. Durch die Teilung der Stadt war Niekisch 1948 zu einem Grenzgänger im Raum Berlin geworden.
Im Jahr 1949 wurde Niekisch als Mitglied des Volkskongresses Abgeordneter der ersten Volkskammer der DDR. Nach der gewaltsamen Niederschlagung des Aufstandes vom 17. Juni 1953 legte er alle politischen Ämter nieder. Im Februar 1955 trat er aus der SED aus.
Mit seinem erstmals 1953 gestellten und vom Bezirksamt Wilmersdorf abgelehnten Antrag auf Entschädigung scheiterte Niekisch nach einem achtjährigen Prozess vor dem Bundesgerichtshof, dem Bundesverfassungsgericht und der Europäischen Kommission für Menschenrechte.
Der Präsident des Bundesverfassungsgerichts Gebhard Müller schlug dem Regierenden Bürgermeister von Berlin, Willy Brandt, einen Vergleich vor, was zuerst abgelehnt wurde. Schließlich kam der Vergleich am 21. Juni 1966 doch zustande. Niekisch erhielt rückwirkend ab dem 1. Januar 1966 eine Rente von 1500 DM. Der Senat übernahm seine Krankenkosten und schließlich erhielt er noch eine einmalige Beihilfe von 35000 DM.
Niekisch fand seine letzte Ruhestätte auf dem Friedhof Wilmersdorf.

## Rezeption
Bis in die Gegenwart verwenden die „Nationalen Sozialisten“ (auch „Autonome Nationalisten“) Zitate aus nationalrevolutionären Schriftstücken von Ernst Niekisch in ihren Texten und auf Transparenten. Aber auch von Linken wurde er, der 1962 in die Fördergesellschaft des SDS eingetreten war, positiv rezipiert: Wolfgang Abendroth nannte ihn „furchtloser Streiter gegen die Barbarei“, Jürgen Seifert charakterisierte das Niekisch-Denken als vom „Geist, der die Rote Kapelle möglich machte“.
Sebastian Haffner bezeichnete Niekisch 1980 als „letzten großen Preußen“ und den „wirklichen Gegenspieler Hitlers“ und kommt zur Auffassung: „der wahre Theoretiker der Weltrevolution, die heute im Gange ist, ist nicht Marx und nicht einmal Lenin. Es ist Niekisch.“
Michael Pittwald (2002) findet bereits in der Anfangszeit von Niekischs politischer Karriere „einige der wichtigsten Elemente der nationalrevolutionären Ideologie Niekischs: völkisches Denken, das sich in Niekischs Staats- und Sozialismusauffassungen manifestiert und von ihm mit Begriffen wie ‚Volkstum‘, ‚völkischer Staat‘, ‚Schicksalsgemeinschaft‘, ‚Kriegssozialismus‘ oder auch ‚Arbeiterschaft‘ beschrieben wird“. Weiter nennt Pittwald als zentrale Elemente den „Krieg als Vater deutscher Staatlichkeit bzw. Vermittler sowie Einheitsstifter zwischen Staat, Herrschaft und Bevölkerung“, eine „Überhöhung des Staates“, die „Vorliebe für das von Niekisch stets mit Deutschland gleichgesetzte Preußen“ und „die Zuschreibung und Ausformulierung einer künftigen Rolle Deutschlands als der (Hegemonial-)Macht“. Niekischs Ziel sei – nach Abrechnung mit inneren Feinden, erfolgreichem Kampf gegen das „französische Europa“ (mit Russlands Hilfe), Errichtung eines „deutsch beherrschten Mitteleuropas“ und Neuordnung des Ostraums – ein „Endimperium“ gegen „Veramerikanisierung“ und „asiatisches Chaos“. Die Feindbilder der „Widerstandsbewegung“ Niekischs seien das „römische“ Abendland, das Gleichheitsprinzip, Liberalismus, Feminismus, städtisches statt ländliches Leben sowie die Juden gewesen. Pittwald beschreibt zusätzlich Ferdinand Lassalle und Johann Gottlieb Fichte mit deren Kombination des Nationalen und Sozialen als geistige Vordenker Niekischs.
Wegen seiner geopolitischen Ostorientierung wird Niekisch von Alexander Geljewitsch Dugin in die Nähe des Eurasismus gestellt.

## Schriften
- Der Weg der deutschen Arbeiterschaft zum Staat. Verlag der Neuen Gesellschaft, Berlin 1925.
- Grundfragen deutscher Außenpolitik. Verlag der Neuen Gesellschaft, Berlin 1925.
- Gedanken über deutsche Politik. Widerstands-Verlag, Dresden 1929.
- Politik und Idee. [Erweiterung eines Vortrags]. Widerstands-Verlag Anna Niekisch, Dresden 1929 (Schriften des „Widerstand“, Band 2).
- Entscheidung. Widerstands-Verlag, Berlin 1930.
- Der politische Raum deutschen Widerstandes. Widerstands-Verlag, Berlin 1931.
- Hitler – ein deutsches Verhängnis. Zeichnungen von A. Paul Weber. Widerstands-Verlag, Berlin 1932.
- Im Dickicht der Pakte. Widerstands-Verlag, Berlin 1935.
- Die dritte imperiale Figur. Widerstands-Verlag 1935.
- Deutsche Daseinsverfehlung. Aufbau-Verlag Berlin 1946, 3. Auflage Fölbach Verlag, Koblenz 1990, ISBN 3-923532-05-9.
- Ost und West – Unsystematische Betrachtungen,  Minerva Verlag Berlin 1947.
- Europäische Bilanz. Rütten & Loening, Potsdam 1951.
- Das Reich der niederen Dämonen. [Eine Analyse des Nationalsozialismus]. Rowohlt, Hamburg 1953.
- Gewagtes Leben. Begegnungen und Begebnisse. Kiepenheuer & Witsch, Köln und Berlin 1958 (Erste Ausgabe der Autobiographie des „Nationalbolschewisten“ Ernst Niekisch).
- Die Freunde und der Freund. Joseph E. Drexel zum 70. Geburtstag, 6. Juni 1966. [Von Ernst Niekisch u. a.]. Verlag Nürnberger Presse, Nürnberg 1966.
- Erinnerungen eines deutschen Revolutionärs. Verlag Wissenschaft und Politik, Köln.
  - Band 1: Gewagtes Leben 1889–1945. 1974, ISBN 3-8046-8485-8 (zuerst 1958 bei Kiepenheuer&Witsch erschienen).
  - Band 2: Gegen den Strom 1945–1967. 1974, ISBN 3-8046-8486-6.
- Widerstand. Ausgewählte Aufsätze aus den „Blättern für sozialistische und nationalrevolutionäre Politik“. Hg. Uwe Sauermann, Sinus-Verlag, Krefeld 1982, Neuauflage: Verlag der Deutschen Stimme, Riesa ca. 2002.

## Herausgaben
- Ernst Niekisch und A. Paul Weber (Hrsg.): Widerstand – Zeitschrift für nationalrevolutionäre Politik. Widerstands-Verlag, Berlin (wurde im Dezember 1934 verboten).
- Ernst Niekisch (Hrsg.): Entscheidung. Die Wochenzeitung für nationalrevolutionäre Politik. Widerstands-Verlag, Berlin (Erscheinungsverlauf: Nr. 1: 9. Oktober 1932 bis Nr. 11: 26. März 1933; damit Erscheinen eingestellt).